# Grand Bara
Grand Bara är en slätt i Djibouti.   Den ligger i regionen Dikhil, i den södra delen av landet, 70 km sydväst om huvudstaden Djibouti.